# Montrevel-en-Bresse

Montrevel-en-Bresse este o comună în departamentul Ain din estul Franței.